# Малая Троицкая
Малая Троицкая — деревня в Касторенском районе Курской области России. Входит в состав Семёновского сельсовета.

## География
Деревня находится в восточной части Курской области, в лесостепной зоне, в пределах юго-западной части Среднерусской возвышенности, на расстоянии примерно 13 километров (по прямой) к северо-востоку от посёлка городского типа Касторное, административного центра района. Абсолютная высота — 188 метров над уровнем моря.
Часовой пояс
Деревня Малая Троицкая, как и вся Курская область, находится в часовой зоне МСК (московское время). Смещение применяемого времени относительно UTC составляет +3:00.

## Население
| 2002 | 2010 |
| ---- | ---- |
| 17   | ↘1   |

Гендерный состав
По данным Всероссийской переписи населения 2010 года в гендерной структуре населения мужчины составляли 100 %.
Национальный состав
Согласно результатам переписи 2002 года, в национальной структуре населения русские составляли 100 % из 17 чел.